# Zahodna fronta med ameriško revolucijo
Zahodni teater  ameriške revolucije (1775–1783) je bil območje spopadov zahodno od Appalaških gora, regija, ki je postala »Severozahodni teritorij« Združenih držav ter to, kar bo postalo države Arkansas, Kentucky, Louisiana, Missouri in Tennessee. Zahodna vojna se je vodila med ameriškimi staroselci in njihovimi britanskimi zavezniki v Detroitu ter ameriškimi naseljenci južno in vzhodno od reke Ohio, prav tako so bili tudi Španci zavezniki Američanov.

## Ozadje
Ob zaključku francosko-indijanske vojne (1754–1763) je Velika Britanija pridobila vpliv nad območjem med njenimi kolonijami ob Atlantski obali in reko Mississippi. Reka Ohio je označevala negotovo mejo med ameriškimi kolonijami in ameriškimi Indijanci iz dežele Ohio. Proklamacija iz leta 1763 je britanskim kolonistom prepovedala naseljevanje zahodno od Appalaških gora, da bi preprečila spore med Indijanci in kolonisti na obsežnem ozemlju, pridobljenem od Francije. Vendar so se kolonisti in zemljiški špekulanti v Britaniji in Ameriki uprli tej omejitvi, zato so britanski uradniki leta 1768 sklenili dve pogodbi z ameriškimi Indijanci — "Pogodba iz Fort Stanwix" in "Pogodba of Hard Labour" —ki sta odprli zemljišče za naseljevanje južno od reke Ohio. Potem so se napetosti med britanskimi uradniki in kolonisti o zahodni politiki zemljišč zmanjšale.
Ko se je revolucija bližala, so se napetosti v dolini Ohio povečale. "Grand Ohio Company" je bila ustanovljena na osnovi špekulacij z zemljo ameriških Indijancev,:194 in Velika Britanija je podelila dele indijanske zemlje veteranom francosko-indijanske vojne za poplačilo dolgov. Leta 1772 Velika Britanija premestila številne sile iz zahoda kolonij na vzhodno obalo zaradi naraščajočih napetosti s kolonisti, kar je odstranilo prepreke za nezakonite priseljence. Leta 1774 je Velika Britanija odločila, da teh zemljišč ni mogoče podeliti kolonialnim veteranom, kar je pomenilo, da bi kolonialni veterani, ki so na veliko investirali v špekulacije z zemljišči (kot npr. George Washington), izgubili svoje naložbe.
Istega leta je "Quebec Act" postavil zemlje med reko Ohio in Velikimi jezeri pod pristojnost Quebeca. To pomlad je skupina naseljencev, ki jo je vodil Daniel Greathouse, zagrešila pokol pri Yellow Creek, pri katerem je bilo ubitih trinajst žensk in otrok, vključno z ženo in nosečo sestro poglavarja Logan-Tachnechdorusa iz plemena Mingo, ki je bil do takrat prijazen do naseljencev. V posebej brutalnem dejanju je bila Koonay, sestra Tachnechdorusa, obešena za zapestja, medtem ko je bil njen nerojen otrok naboden. Kot se je pričakovalo, se je Tachnechdorus maščeval, pri čemer so mu priskočili na pomoč Shawnee indijanci, ki so izrazili nezadovoljstvo, da še niso bili plačani za svoja izgubljena lovišča. Še drugi Shawnee so pobegnili iz doline reke Scioto, da bi se izognili pričakovani vojni z belimi naseljenci, ki so jih nenadoma obkrožili na njihovem ozemlju.
Večina Indijancev, ki so dejansko živeli in lovili v  dolini Ohio — Shawneeji, Mingo, Lenape in Wyandoti — ni bila posvetovana pri pogodbah iz leta 1768. Jezni na Irokeze zaradi prodaje svojih zemljišč Britancem so se Shawnee začeli organizirati v konfederacijo zahodnih Indijancev z namenom preprečiti izgubo svojih zemljišč. Britanski in irokeški predstavniki so si prizadevali za diplomatsko izolacijo Shawnee od drugih indijanskih narodov, zato so se, ko je leta 1774 izbruhnila "Dunmorejeva vojna", Indijanci Shawnee  soočili z milico Virginije z le malo zavezniki. Po zmagi Virginije v vojni so bili Shawnee prisiljeni sprejeti mejo reke Ohio. Voditelji Shawnee in Mingo, ki se niso strinjali s temi pogoji, so kmalu po začetku ameriške revolucijske vojne leta 1775 obnovili boj.

## 1775 do 1776 - Nevtralnost in majhni spopadi
Sprva sta tako Britanija kot Kontinentalni kongres želela zadržati zahodne ameriške Indijance izven vojne. Oktobra 1775 so voditelji Američanov in Indijancev v Fort Pitt potrdili mejo, ki jo je leto poprej vzpostavila Dunmorejeva vojna. Brez britanske podpore so indijski voditelji, kot sta poglavar Blackfish (Shawnee) in Pluggy (Mingo), napadli Kentucky v upanju, da bi pregnali naseljence. Guverner Patrick Henry iz Virginije je želel maščevanje in napasti Pluggyjevo mesto v regiji Ohio, vendar je preklical ekspedicijo iz strahu, da bi milica lahko zamenjala nevtralne in sovražne Indijance ter tako postala sovražna do nevtralnih Lenape in Shawnee vasi. Kljub temu sta se plemeni Shawnee in Lenape vse bolj delila glede sodelovanja v vojni. Medtem ko sta voditelja kot sta White Eyes (Lenape) in Cornstalk (Shawnee ), pozivala k nevtralnosti, sta Buckongahelas (Lenape) in Blue Jacket (Shawnee) sklenila, da se bosta borila proti Američanom.
V Kentuckyju so postali izolirani naseljenci in lovci pogosta tarča napadov, kar je prisililo mnoge, da so se vrnili na Vzhod. Do pozne pomladi 1776 je bilo v Kentuckyju manj kot 200 kolonistov, predvsem v utrjenih naseljih Boonesborough, Harrodsburg in Logan's Station. Decembra 1776 je bil poglavar Pluggy ubit v napadu na McClellanovo postojanko, ki je bila locirana na mestu današnjega "Georgetowna, Kentucky".

## 1776 - Začetni spopadi vojne
Bitka pri Island Flats na Eatonovi postojanki, je bila prva bitka ameriške vojne neodvisnosti na zahodu. Bitka se je odvijala julija 1776 — kmalu po tem, ko so ZDA razglasile neodvisnost od Britanije. V njej sta se pomerila ameriška Overmountain Men milica domoljubov in majhna enota rednih vojakov proti britanskim zaveznikom Cherokee bojevnikom, ki so izvedli trojni napad proti prebivalcem meje v "Overmountain regiji",  "Washington District, Severna Karolina". 20. julija 1776 so začeli svojo kampanjo proti naseljencem v nizkih predelih čez "Long Island Tennessee". Ljudje na meji so bili vnaprej opozorjeni s strani kurirjev, ki jih je poslala cherokeee diplomatinje Nancy Ward.
Cherokee poglavarji Dragging Canoe (Tsiyu Gansini), The Raven (Savanukah) in Oconostota, vsi trije so bili izkušeni bojevniki, vendar brez elementa presenečenja, so bili hitro poraženi, utrpeli so številne izgube in so se morali umakniti. Poglavar Dragging Canoe, ki je vodil napad na Eatonovo postojanko, je bil hudo ranjen, a je preživel. Obe drugi bitki sta potekali kasneje tistega dne: Oconostota pri Wataugi in The Raven v Carterjevi dolini. The Raven je imel nekaj uspeha pri izgonu prebivalcev Carterjeve doline, kolikor se je le dalo; a je bila tudi Oconostotova sila poražena.

## 1777 - Eskalacija
Leta 1777 so Britanci začeli saratoško kampanjo iz Kanade. Da bi zagotovili strateško odvrnitev za operacije na severovzhodu, so častniki v Detroitu začeli rekrutirati in oboroževati indijanske vojne skupine, da bi napadle ameriška naselja. Neznano število ameriških naseljencev v današnjem Kentuckyu, Zahodni Virginiji in Pensilvaniji je bilo ubitih v teh napadih. Intenzivnost konflikta se je povečala, ko so novembra razjarjeni pripadniki ameriške milice ubili poglavarja Cornstalka (poglavar Shawnee), glavnega zagovornika nevtralnosti Shawnee. Kljub nasilju so mnogi indijanci iz Ohia še vedno upali, da se bodo izognili vojni. To je bila težka naloga, saj so bili neposredno med Britanci v Detroitu in Američani ob reki Ohio.

## 1778 do 1779 - Ameriški napredek
V zgodnjih letih vojne so Virginijci poskušali zaščititi svojo zahodno mejo z milicami, ki so zasedale tri trdnjave ob reki Ohio — Fort Pitt (Pennsylvania), Fort Fincastle (Zahodna Virginia) in Fort Randolph (Zahodna Virginia). Vendar se je izkazalo, da je obramba tako dolge meje zaman, saj so ameriški Indijanci preprosto zaobšli trdnjave med svojimi napadi. Leta 1778 so se Američani odločili, da so potrebne ofenzivne operacije, da bi zaščitili svojo zahodno mejo.
Septembra 1778 so Združene države pregovarjale v Fort Pittu in zagotovile podporo Lenape plemena za napad na Detroit naslednji mesec. Kampanja je bila opuščena po smrti voditelja Lenapov White Eyes.

### Težave pri Fort Pitt
Prva ameriška ekspedicija v Ohio Country je bila polom. Feburarja 1778 je general Edward Hand vodil 500 pensylvanijskih pripadnikov milice iz Fort Pitta na zimski pohod proti Mingo prebivališčem ob Cuyahoga River, kjer so Britanci shranjevali vojaške zaloge, ki so jih distribuirali indijanskim vojnim skupinam. Neugodne vremenske razmere so preprečile, da bi ekspedicija dosegla svoj cilj. Na povratnem pohodu so nekateri Handovi moški napadli nevtralne Lenape Indijance, ubili enega moškega in nekaj žensk ter otrok, vključno s sorodniki vodje Lenape Captain Pipe. Ker so bili ubiti samo nebojevniki, je ekspedicija postala posmehljivo znana kot "kampanja squaw".
Poleg neobrzdane milice so tudi lojalistična čustva okoli Pittsburgha prav tako prispevala k Handovim težavam. Marca so trije moški z tesnimi povezavami z Britanci in ameriškimi Indijanci zapustili Pittsburgh in prešli na britansko in indijsko stran. To so bili Simon Girty, tolmač, ki je vodil "kampanjo squaw", Matthew Elliott Matthew, lokalni trgovec in Alexander McKee, agent za britanski indijanski urad. Vsi trije so se izkazali za dragocene britanske operativce med vojno. Sredi hudih kritik in soočen z preiskavo kongresa zaradi tega, ker je dovolil moškim prebeg, je Hand maja odstopil.

### Usklajevanje pogodb in gradnja utrdb
Po eskalaciji vojne leta 1777 so se Američani na zahodni meji obrnili na Kontinentalni kongres za zaščito. Po preiskavi je kongresna komisija v začetku leta 1778 priporočila, da se na zahodno mejo namestita dve regimenta kontinentalne vojske. Poleg tega, ker obrambna linija utrdb ni imela velikega učinka na indijske napade na ameriška naselja, so šlani komisije pozvali, naj se zgradi utrdba na indijski strani reke Ohio, prva v vrsti utrdb, ki bi Američanom, omogočila, da izvedejo ekspedicijo proti Detroitu.
Utrdba Hollidays Cove v Zahodni Virginiji je bila utrdba zgrajena leta 1774 s strani vojakov iz Ft. Pitt. Nahajala se je tam, kar je danes središče Weirtona, West Virginia, ob Harmons Creek (pritok reke Ohio), približno 5,5 km od izliva v reko Ohio. Poveljnik je bil polkovnik Andrew Van Swearingen (1741–1793), pozneje pa njegov zet stotnik Samuel Brady (1756–1795), znan kot vodja Bradyjevih rangerjev. Leta 1779 je bilo na Hollidays Cove nameščenih več kot 28 pripadnikov milice. Dve leti prej, leta 1777, je polkovnik Van Swearingen vodil ducat vojakov v dolgem čolnu po reki Ohio, da bi pomagali pri reševanju prebivalcev Fort Henrya v Wheelingu, Zahodna Virginja) med obleganjem britanskih in indijskih plemen. Ta misija je bila ovekovečena na murálu, ki ga je naslikal Charles Shepard Chapman (1879–1962) na steni pošte Cove. Mural prikazuje tudi polkovnika Johna Bilderbacka, ki je kasneje postal znan kot vodja |pokola pacifističnih Indijancev v Gnadenhuttenu leta 1782.
Za izgradnjo utrdb v deželi Ohio so se Američani obrnili po odobritev Lenape indijancev. Septembra 1778 so Američani sklenili "Pogodbo Fort Pitt (1778)" z Lenape, kar je pripeljalo do izgradnje Fort Laurens ob "Tuscarawas River". Kmalu pa so ameriški načrti šli narobe. White Eyes, vodja Lenapov, ki je sklenil pogodbo, je bil očitno umorjen leta 1778 s strani ameriških pripadnikov milice. Njegov nasprotnik, poglavar Kapitan Pipe je končno zapustil ameriško zavezništvo in se preselil na zahod k "reki Sandusky", kjer je začel prejemati podporo Britancev v Detroitu. Poleg tega je, zaradi intenzivne vojne v vzhodni Pennsylvaniji in severnem New Yorku kongres imel težave z zagotavljanjem človeških virov za operacije proti Detroitu. Fort Laurens je bil leta 1779 zapuščen.

### Clarkova kampanja v Illinois
Konec leta 1778 je George Rogers Clark, mladenič iz virginijske milice začel kampanjo za prevzem redko naseljene "Illinois Country" od Britancev. Z enoto prostovoljcev je Clark 4. julija zavzel nekdanjo francosko vas "Kaskaskia, Illinois", glavno točko v Illinois Country in druge bližnje vasi ter kasneje zagotovil predajo Vincennesa, Indiana. Vincennes je ponovno osvojil general Henry Hamilton, britanski poveljnika v Detroitu. Februarja 1779 je Clark marširal proti Vincennesu v presenetljivem zimskem maršu in ujel samega Hamiltona.
Ameriškim prebivalcemje bil Hamilton znan kot "general kupcev las", ker so verjeli, da je spodbujal Indijance, da ubijajo in skalpirajo ameriške civile. Iz tega razloga je guverner Thomas Jefferson pripeljal Hamiltona v "Williamsburg, Virginija", da bi bil sojen kot vojni zločinec. Ko so britanski uradniki zagrozili, da se bodo maščevali ameriškim vojnim ujetnikom, je Jefferson popustil in Hamilton je bil izmenjan za ameriškega ujetnika leta 1781.
Čeprav so Clarkove sile zajele in zadržale oporišča v spodnjih delih ozemlja, so britanske sile ohranilwe nadzor nad Detroitom, Michigan.

## 1780 – Velika britanska in indijanska ofenziva
V naslednjih več letih vojne sta obe strani izvajale napade ena na drugo, običajno s ciljanjem na civilna naselja. Spomladi 1780 so britanske in ameriške indijanske sile preplavile Srednji zahod, da bi očistile ozemlje upornikov in španskih sil, napadale St. Louis in Cahokio in v "Birdovi invaziji" of Kentuckya, vendar so bile v obeh bitkah odbite. V St. Louisu so britanske in indijanske sile odbile mešane španske in francoske lokalne kreole. Fort San Carlos, kamniti stolp v sodobnem središču St. Louisa, je bil središče te obrambe. Na desetine naseljencev iz Kentuckyja je bilo ubitih ali ujetih v Birdovi ekspediciji, in že v mesecih po tem je general George Rogers Clark odgovoril s prečkanjem reke Ohio in napadom na Shawneejska mesta ob "Mad River (Ohio)", "Chillicothe" in "Piqua".
Na ozemlju Illinois je francoski častnik Augustin de La Balme zbral milico francoskih prebivalcev v prizadevanju, da bi prevzel Fort Detroit. Ta silam je novembra bila uničena Miami plemena pod poveljstvom poglavarja Little Turtle. Hkrati so skoraj opuščeni Fort St. Joseph napadli Američani iz Cahokie. Na poti nazaj pa so jih ujeli britanski lojalisti in Indijanci blizu "Petit fort".

## 1781
Španski guverner Francisco Cruzat je iz St. Louisa poslal silo približno 140 španskih vojakov in ameriških Indijancev pod poveljstvom kapitana Eugenia Pourréja, da zavzame Fort St. Joseph, Michigan. Ta je bil zavzet in oropan 12. februarja 1781.
Konec leta 1780 je Clark potoval na vzhod, da bi se posvetoval z Thomasom Jeffersonom, guvernerjem Virginije, o ekspediciji za leto 1781. Jefferson je zasnoval načrt, v katerem je Clarka povabil, da vodi 2.000 vojakov proti Detroitu. Vendar je bilo novačenje mož težava. V času vojne so pripadniki milice večinoma raje ostali blizu svojih domov, kot pa se odpravili na dolge pohode. Poleg tega je polkovnik Daniel Brodhead zavrnil, da bi izločil svoje vojake, ker je organiziral lastno ekspedicijo proti Lenape plemenu, ki so nedavno vstopili v vojno proti Američanom. Brodhead je marširal v Ohio Country in uničil indijansko prestolnico Lenapov v Coshoctonu aprila, vendar je to le še povečalo odločnost Lenape, ki so postali zagrizeni sovražniki in odvzelo Clarku zelo potrebne vojake in zaloge za kampanjo v Detroitu. Večina Lenape je pobegnila v militantna mesta ob reki Sandusky.
Ko je Clark končno zapustil Fort Pitt avgusta, ga je spremljalo le 400 vojkov. 24. avgusta je bila enota sto njegovih vojakov napadena blizu reke Ohio s strani Indijancev, ki so jih vodili Joseph Brant (tudi Thayendanegea), vodja Mohawk plemena, ki je bil začasno na zahodu. Brantova zmaga je končala Clarkove napore, da se premakne proti Detroitu. Toda istega leta so britanske in domorodne sile napadle Fort Laurens, ameriško trdnjavo na območju Ohia.
Med borci ob reki Sandusky in Američani v Fort Pitt je bilo več vasi pacifističnih krščanskih Lenape indijancev. Vasi so upravljali moravska misijonarja David Zeisberger in John Heckewelder. Čeprav so bili pacifisti, so misijonarji podpirali ameriško zadevo in obveščali ameriške uradnike v Fort Pitt o sovražnih britanskih in indijanskih aktivnostih. V odgovor sta v septembru 1781 plemeni Wyandoti in Lenape iz Sandusky s silo odstranili krščanske Lenape in misijonarje v novo vas (Captive Town) ob reki Sandusky.

## 1782 – "Leto krvi"
Marca 1782 je 160 pripadnikov milice iz Pensilvanije pod poveljstvom podpolkovnika Davida Williamsona vkorakali v Ohio Country, upajoč, da bodo našli indijanske bojevnike, odgovorne za nenehne napade na naseljence iz Pensilvanije. Jezni zaradi grozljivega umora bele ženske in njenega otroka s strani Indijancev, so Williamsonovi vojaki pridržali okoli 100 Lenap, danes znanih kot "Christian Munsee", v vasi Gnadenhütten. Krščanski Munsee so se vrnili v Gnadenhütten iz Captive Town, da bi pobrali pridelke, ki so jih morali zapustiti. Obtožili so krščanske Munsee, da so pomagali indijanskim napadalnim skupinam, Pensilvanijci  so ubili 100 krščanskih Indijancev – večinoma žensk in otrok – z udarci s kladivom v glavo.
Polkovnik William Crawford iz Kontinentalne armade je prišel iz upokojitve, da vodi 480 prostovoljcev pripadnikov milice, večinoma iz Pennsylvanie, globoko v ameriška indijanska ozemlja, z namenom, da preseneti Indijance. Indijanci in njihovi britanski zavezniki iz Detroita so se o ekspediciji vnaprej obvestili in zbrali približno 440 mož iz vasi Sandusky, da bi se uprli Američanom. Po dnevu neodločnega bojevanja so se Američani znašli obkoljeni in se poskušali umakniti. Umik se je spremenil v kaos, a je večina Američanov uspelo najti pot nazaj v Pennsylvanijo. Približno 70 Američanov je bilo ubitih; indijanske in britanske izgube so bile minimalne.
Med umikom so bili polkovnik Crawford in neznano številno njegovih mož zajetih. Indijanci so mnoge od teh ujetnikov usmrtili kot maščevanje za "Gnadenhütten massacre" prej v letu, v katerem je bilo ubitih približno 100 indijanskih civilistov s strani pennsylvanskih pripadnikov milice. Crawfordova usmrtitev je bila še posebej brutalna: mučili so ga vsaj dve uri, preden so ga zažgali na grmadi.
Neuspeh Crawfordove odprave je povzročil zaskrbljenost ob ameriški meji, saj so se mnogi Američani bali, da bodo Indijanci, okrepčani s svojo zmago, začeli novo serijo napadov. Še več porazov za Američane je bilo pred njimi, zato je leto 1782 za Američane zahodno od Apalači gorovja postalo znano kot "Krvavo leto". 13. julija 1782 je vodja Mingo plemena poglavar Guyasuta vodil približno 100 Indijancev in več britanskih prostovoljcev v Pennsylvanijo, uničil "Hannastown, Pennsylvania" in ubil devet ter zajel dvanajst naseljencev. To je bil najhujši udarec, ki so ga Indijanci zadali v Zahodni Pennsylvaniji med vojno.
V Kentuckyju so se Američani postavili v obrambni položaj, medtem ko so Caldwell, Elliott in McKee s svojimi indijanskimi zavezniki pripravljali veliko ofenzivo. Fort Estill so marca 1782 napadli Wyandot Indijanci. Polkovnik Benjamin Logan, poveljnik regije, ki je bil nastanjen na Loganovem postajališču, je izvedel, da so Wyandotski bojevniki v območju na vojnem pohodu. Indijanci, ki so jih podpirali Britanci v Detroitu, so napadli iz Boonsborougha mimo Estillovega postajališča ob reki Kentucky. Logan je poslal 15 mož k kapetanu Estillu na Estillovo postajališče z nalogo, da poveča svojo enoto še za 25 mož in raziskuje deželo na sever in vzhod. Po navodilih je kapetan Estill prispel do reke Kentucky nekaj kilometrov pod ustjem potoka Station Camp in se tisto noč ustavil pri Sweet Lick, danes znanem kot Estill Springs. Dan po tem, ko so zapustili Estillovo postajališče, se je ob zori 20. marca pojavila skupina Indijancev, napadli so trdnjavo, skalpirali in ubili gospo Innes v vidnem polju utrdbe in odpeljali Monka, sužnja kapetana Estilla ter ubili vse živino. Takoj ko so se Indijanci umaknili, sta bila Samuel South in Peter Hackett, oba mlada moža, poslana, da poiščeta vojake in jih obvestita o novicah. Fanta sta jih našla blizu ustja Drowning Creek in Red River zgodaj zjutraj 21. marca. Od 40 mož je približno 20 pustilo družine v trdnjavi. Vrnili so se z fantoma na Estillovo postajališče. Preostali so prečkali reko Kentucky in našli indijanski sled. Kapitan Estill je organiziral odpravo z 25 ljudmi, sledil Indijancem in doživel tisto, kar je znano kot Estillov poraz dne 22. marca 1782 v okrožju Montgomery.
Julija 1782 se je na Wapatomici zbralo več kot 1.000 Indijancev, a je bila ekspedicija odpovedana, potem ko so izvidniki sporočili, da se George Rogers Clark pripravlja, da bi napadel Ohio Country iz Kentuckya. Poročila so se izkazala za napačna, a je Caldwell kljub temu uspel voditi 300 Indijancev v Kentucky in izvesti uničujoč udarec pri bitki pri Blue Licks avgusta. Ena izmed zadnjih bitk Revolucionarne vojne je bila septembra 1782, obleganje Fort Henry. Ko so se mirovna pogajanja med Združenimi državami in Veliko Britanijo premikala naprej, je bil Caldwellu ukazano, da preneha z nadaljnjimi operacijami. Podobno je general Irvine dobil dovoljenje za ekspedicijo kontinentalne vojske v Ohio Country, a je bila ta odpovedana. Novembra je George Rogers Clark izvršil končni udarec v Ohio Country, uničil več Shawnee vasi, a je povzročil le malo škode prebivalcem.

## Mir in dediščina
Vojna na severozahodu, po besedah zgodovinarja[Davida Curtisa Scaggsa, ml., "se je končala v patu". V zadnjih letih vojne je lahko vsaka stran uničila sovražne naselbine, a ni mogla zadržati ozemlja. Za Shawneepleme je bila vojna izguba: Američani so uspešno obranili Kentucky in celo povečali naselitev, tako da so bila njihova prvotna lovišča zdaj izgubljena. Čeprav so bili Indijanci potisnjeni nazaj od reke Ohio in so se naselili predvsem v bazenu jezera Erie, Američani niso mogli zasedati opuščene zemlje zaradi strahu pred indijanskimi napadi.
Novice o prihajajočem mirovnem sporazumu so prišle pozno leta 1782. V mirovni pogodi iz Pariza (1783)je Kanada izgubila dele svojega jugozahodnega ozemlja (večino Ohio Country in področja južno od Velikih jezer), ki jih je Velika Britanija predala Združenim državam, čeprav "ni bilo niti enega ameriškega vojaka severno od reke Ohio, ko je bila pogodba podpisana". Velika Britanija ni posvetovala Indijancev v mirnem procesu, Indijanci pa niso bili nikjer omenjeni v pogojih pogodbe. Zahodni teatr je imel izrazito drugačen ton kot  borbena Vzhodu, kar je pustilo generacijski vpliv na ameriške naseljence in domorodne narode. Za domače narode, ki so se upirali prodiranju na svoja lovišča, se je boj kmalu nadaljeval kot Severozahodna indijanska vojna, tokrat pa brez izrecne podpore Britancev.

### Članki
- Belue, Ted Franklin. "Crawford's Sandusky Expedition". The American Revolution, 1775–1783: An Encyclopedia 1: 416–420. Ed. Richard L. Blanco. New York: Garland, 1993. ISBN 0-8240-5623-X.
- Calloway, Colin G. "Captain Pipe." American National Biography. 4: 368–69. Ed. John A. Garraty and Mark C. Carnes. New York: Oxford University Press, 1999. ISBN 0-19-512783-8.
- Clifton, James A. "Dunquat." American National Biography. 7: 105–07. Ed. John A. Garraty and Mark C. Carnes. New York: Oxford University Press, 1999. ISBN 0-19-512786-2.
- Quaife, Milo Milton. "The Ohio Campaigns of 1782". Mississippi Valley Historical Review 17, no. 4 (March 1931): 515–529.Predloga:Missing ISBN

### Knjige
- Bakeless, John. Background to Glory: The Life of George Rogers Clark. Lincoln: University of Nebraska Press, 1957. Bison Book printing, 1992; ISBN 0-8032-6105-5. Popular history which portrays Clark as a military genius who conquered the Old Northwest. (The 1992 introduction by historian James P. Ronda reflects later doubts about this traditional view of Clark.)
- Calloway, Colin G. The American Revolution in Indian Country: Crisis and Diversity in Native American Communities. Cambridge University Press, 1995. ISBN 0-521-47149-4 (hardback).
- Dowd, Gregory Evans. A Spirited Resistance: The North American Indian Struggle for Unity, 1745–1815. Baltimore: Johns Hopkins University Press, 1992. ISBN 0-8018-4609-9.
- Downes, Randolph C. Council Fires on the Upper Ohio: A Narrative of Indian Affairs in the Upper Ohio Valley until 1795. Pittsburgh: University of Pittsburgh Press, 1940. ISBN 0-8229-5201-7 (1989 reprint).
- Grenier, John. The First Way of War: American War Making on the Frontier, 1607–1814. Cambridge University Press, 2005. ISBN 0-521-84566-1.
- Hogeland, William (2017). Autumn of the Black Snake. New York: Farrar, Straus and Giroux. ISBN 978-0-3741-0734-5.
- Hurt, R. Douglas. The Ohio Frontier: Crucible of the Old Northwest, 1720–1830. Bloomington, Indiana: Indiana University Press, 1996. ISBN 0-253-33210-9 (hardcover); ISBN 0-253-21212-X (1998 paperback).
- Kenton, Edna. Simon Kenton: His Life and Period, 1755–1836. Originally published 1930; reprinted Salem, NH: Ayer, 1993.Predloga:Missing ISBN
- Lancaster, Bruce (1971). The American Revolution. New York: American Heritage. ISBN 0-618-12739-9.
- Nelson, Larry L. A Man of Distinction among Them: Alexander McKee and the Ohio Country Frontier, 1754–1799. Kent, Ohio: Kent State University Press, 1999. ISBN 0-87338-620-5 (hardcover).
- Nester, William. The Frontier War for American Independence. Mechanicsburg, PA: Stackpole Books, 2004. ISBN 0-8117-0077-1.
- Scaggs, David Curtis, ed. The Old Northwest in the American Revolution: An Anthology. Madison: The State Historical Society of Wisconsin, 1977. ISBN 0-87020-164-6.
- Smith, Thomas H., ed. Ohio in the American Revolution: A Conference to Commemorate the 200th Anniversary of the Ft. Gower Resolves. Columbus: Ohio Historical Society, 1976.Predloga:Missing ISBN
- Sosin, Jack M. The Revolutionary Frontier, 1763–1783. New York: Holt, 1967.Predloga:Missing ISBN
- Van Every, Dale. A Company of Heroes: The American Frontier, 1775–1783. New York: Morrow, 1962. Popular history with emphasis on George Rogers Clark and Joseph Brant.Predloga:Missing ISBN